# Integral de la secante cúbica
La integral de la secante cúbica dada por
{\displaystyle \int \sec ^{3}(x)dx={\frac {\sec(x)\tan(x)+\ln \left|\sec(x)+\tan(x)\right|}{2}}+C}
es una integral frecuente y desafiante en Cálculo Integral.
Hay varias razones por las que esta integral en particular es digna para prestarle atención:
- La técnica utilizada para reducir integrales con potencias impares grandes a potencias más pequeñas se presenta en este caso, el más sencillo. Los otros casos se hacen de manera similar.
- La funciones hiperbólicas en integración pueden ser utilizadas en casos en los que la potencia de la secante sea impar.
- Esta es una de varias integrales que normalmente puede hacer un estudiante de un primer curso de cálculo en el que la manera más natural de integrar es procediendo por el método de integración por partes y regresando a la integral con la que uno empezó.
- Esta integral es muy utilizada al evaluar cualquier integral de la forma

{\displaystyle \int {\sqrt {a^{2}+x^{2}}}\,dx}
donde {\displaystyle a\in \mathbb {R} } es una constante.

## Cálculo

### Integración por Partes
La integral de la secante cúbica puede ser hallada por el método de integración por partes, en un principio se considera la igualdad:
{\displaystyle \int \sec ^{3}(x)dx=\int \sec(x)\sec ^{2}(x)dx}
Y se procede por el método de integración por partes considerando que 
{\displaystyle {\begin{aligned}u&=\sec x&dv&=\sec ^{2}(x)dx\\du&=\sec(x)\tan(x)dx&v&=\tan(x)dx\end{aligned}}}
Entonces
{\displaystyle {\begin{aligned}\int \sec ^{3}(x)dx&=\int \sec(x)\sec ^{2}(x)dx\\&=\sec(x)\tan(x)-\int \sec(x)\tan ^{2}(x)dx\\&=\sec(x)\tan(x)-\int \sec(x)\left[\sec ^{2}(x)-1\right]dx\\&=\sec(x)\tan(x)-\int \sec ^{3}(x)dx+\int \sec(x)dx\end{aligned}}}
Si sumamos {\textstyle \int \sec ^{3}(x)dx} a ambos lados de la igualdad y dado que 
{\displaystyle \int \sec(x)dx=\ln |\sec(x)+\tan(x)|+C}
obtenemos 
{\displaystyle {\begin{aligned}2\int \sec ^{3}(x)dx&=\sec(x)\tan(x)+\ln \left|\sec(x)+\tan(x)\right|+C\\\int \sec ^{3}(x)dx&={\frac {\sec(x)\tan(x)+\ln |\sec(x)+\tan(x)|}{2}}+C\end{aligned}}}
Por lo tanto  
{\displaystyle \int \sec ^{3}(x)dx={\frac {\sec(x)\tan(x)+\ln \left|\sec(x)+\tan(x)\right|}{2}}+C}

### Reducción a una integral de una función racional
Consideremos que 
{\displaystyle {\begin{aligned}\int \sec ^{3}(x)dx&=\int {\frac {dx}{\cos ^{3}(x)}}\\&=\int {\frac {\cos x}{\cos ^{4}(x)}}\;dx\\&=\int {\frac {\cos x}{(1-\sin ^{2}(x))^{2}}}\;dx\\&=\int {\frac {du}{(1-u^{2})^{2}}}\end{aligned}}}
donde {\displaystyle u=\operatorname {sen} x}, de modo que {\displaystyle du=\cos x\,dx}.  
Esta sustitución admite una descomposición por fracciones parciales como sigue 
{\displaystyle {\begin{aligned}{\frac {1}{(1-u^{2})^{2}}}&={\frac {1}{(1+u)^{2}(1-u)^{2}}}\\&={\frac {1/4}{1+u}}+{\frac {1/4}{(1+u)^{2}}}+{\frac {1/4}{1-u}}+{\frac {1/4}{(1-u)^{2}}}\end{aligned}}}
entonces
{\displaystyle {\begin{aligned}\int \sec ^{3}(x)dx&=\int {\frac {du}{(1-u^{2})^{2}}}\\&=\int \left({\frac {1/4}{1+u}}+{\frac {1/4}{(1+u)^{2}}}+{\frac {1/4}{1-u}}+{\frac {1/4}{(1-u)^{2}}}\right)du\end{aligned}}}
Si utilizamos linealidad de la integral entonces 
{\displaystyle {\begin{aligned}\int \sec ^{3}(x)dx&=\int \left({\frac {1/4}{1+u}}+{\frac {1/4}{(1+u)^{2}}}+{\frac {1/4}{1-u}}+{\frac {1/4}{(1-u)^{2}}}\right)du\\[6pt]&={\frac {1}{4}}\ln |1+u|-{\frac {1/4}{1+u}}-{\frac {1}{4}}\ln |1-u|+{\frac {1/4}{1-u}}+C\\[6pt]&={\frac {1}{4}}\ln {\Biggl |}{\frac {1+u}{1-u}}{\Biggl |}+{\frac {1}{2}}\left({\frac {u}{1-u^{2}}}\right)+C\\[6pt]&={\frac {1}{4}}\ln {\Biggl |}{\frac {1+\operatorname {sen} x}{1-\operatorname {sen} x}}{\Biggl |}+{\frac {1}{2}}\left({\frac {\operatorname {sen} x}{\cos ^{2}x}}\right)+C\\[6pt]&={\frac {1}{4}}\ln \left|{\frac {1+\operatorname {sen} x}{1-\operatorname {sen} x}}\right|+{\frac {1}{2}}\sec x\tan x+C\\[6pt]&={\frac {1}{4}}\ln \left|{\frac {(1+\operatorname {sen} x)^{2}}{1-\operatorname {sen} ^{2}x}}\right|+{\frac {1}{2}}\sec x\tan x+C\\[6pt]&={\frac {1}{4}}\ln \left|{\frac {(1+\operatorname {sen} x)^{2}}{\cos ^{2}x}}\right|+{\frac {1}{2}}\sec x\tan x+C\\[6pt]&={\frac {1}{4}}\ln \left|{\frac {1+\operatorname {sen} x}{\cos x}}\right|^{2}+{\frac {1}{2}}\sec x\tan x+C\\[6pt]&={\frac {1}{2}}\ln \left|{\frac {1+\operatorname {sen} x}{\cos x}}\right|+{\frac {1}{2}}\sec x\tan x+C\\[6pt]&={\frac {1}{2}}(\ln |\sec x+\tan x|+\sec x\tan x)+C.\end{aligned}}}

### Funciones hiperbólicas
Integrales de la forma
{\displaystyle \int \sec ^{n}(x)\tan ^{m}(x)dx}
con {\displaystyle m,n\in \mathbb {Z} ^{+}} pueden ser reducidas utilizando la identidad trigonométrica {\displaystyle \sec ^{2}(x)-\tan ^{2}(x)=1} si {\displaystyle n} es par o {\displaystyle n} y {\displaystyle m} son ambos impares. Si {\displaystyle n} es impar y {\displaystyle m} es par, las sustituciones hiperbólicas suelen ser usadas para evitar el uso del método de integración por partes, para así sólo reducir potencias de funciones hiperbólicas.
Dado que 
{\displaystyle {\begin{aligned}\sec(x)&=\cosh(u)\\[6pt]\tan(x)&=\sinh(u)\\[6pt]\end{aligned}}}
entonces
{\displaystyle {\begin{aligned}\sec ^{2}x\,dx&{}=\cosh u\,du{\text{ or }}\sec x\tan x\,dx=\sinh u\,du\\[6pt]\sec x\,dx&{}=\,du{\text{ or }}dx=\operatorname {sech} u\,du\\[6pt]u&{}=\operatorname {arcosh} (\sec x)=\operatorname {arsinh} (\tan x)=\ln |\sec x+\tan x|\end{aligned}}}
Nótese que {\textstyle \int \sec x\,dx=\ln |\sec x+\tan x|} se sigue directamente de esta sustitución.
{\displaystyle {\begin{aligned}\int \sec ^{3}(x)dx&=\int \cosh ^{2}(u)du\\[6pt]&={\frac {1}{2}}\int (\cosh 2u+1)\,du\\[6pt]&={\frac {1}{2}}\left({\frac {1}{2}}\sinh 2u+u\right)+C\\[6pt]&={\frac {1}{2}}(\sinh u\cosh u+u)+C\\[6pt]&={\frac {1}{2}}(\sec x\tan x+\ln \left|\sec x+\tan x\right|)+C\\\end{aligned}}}

## Potencias impares más grandes
Si se desea calcular 
{\displaystyle \int \sec ^{2k+1}(x)dx}
para {\displaystyle k\geq 2} con {\displaystyle k\in \mathbb {Z} ^{+}}, se sigue un proceso similar al cálculo de la integral de la secante cúbica, es decir, se utiliza integración por partes para reducir la potencia, el único problema es que si por ejemplo, deseamos calcular la integral de la secante elevada a la quinta potencia, en un momento necesitaremos calcular la integral de la secante cúbica.

### Ejemplo
Se desea calcular
{\displaystyle \int \sec ^{5}(x)dx}
Comencemos considerando que 
{\displaystyle \int \sec ^{5}(x)dx=\int \sec ^{3}(x)\sec ^{2}(x)dx}
Y procedemos por el método de integración por partes considerando que 
{\displaystyle {\begin{aligned}u&=\sec ^{3}(x)&dv&=\sec ^{2}(x)dx\\du&=3\sec ^{3}(x)\tan(x)dx&v&=\tan(x)dx\end{aligned}}}
Entonces
{\displaystyle {\begin{aligned}\int \sec ^{5}(x)dx&=\int \sec ^{3}(x)\sec ^{2}(x)dx\\&=\sec ^{3}(x)\tan(x)-3\int \sec ^{3}(x)\tan ^{2}(x)dx\\&=\sec ^{3}(x)\tan(x)-3\int \sec ^{3}(x)\left[\sec ^{2}(x)-1\right]dx\\&=\sec ^{3}(x)\tan(x)-3\int \sec ^{5}(x)dx+3\int \sec ^{3}(x)dx\\4\int \sec ^{5}(x)dx&=\sec ^{3}(x)\tan(x)+3\left({\frac {\sec(x)\tan(x)+\ln |\sec(x)+\tan(x)|}{2}}\right)+C\\\int \sec ^{5}(x)dx&={\frac {\sec ^{3}(x)\tan(x)}{4}}+{\frac {3(\sec(x)\tan(x)+\ln |\sec(x)+\tan(x)|)}{8}}+C\end{aligned}}}

### Fórmulas de Reducción
Uno puede demostrar utilizando integración por partes que la fórmula de reducción para la función secante está dada por:
{\displaystyle \int \sec ^{n}(x)dx={\frac {\sec ^{n-2}(x)\tan(x)}{n-1}}+{\frac {n-2}{n-1}}\int \sec ^{n-2}(x)dx}
para {\displaystyle n\geq 2} o alternativamente
{\displaystyle \int \sec ^{n}(x)dx={\frac {\sec ^{n-1}(x)\operatorname {sen}(x)}{n-1}}+{\frac {n-2}{n-1}}\int \sec ^{n-2}(x)dx}